# Supercupa României la handbal feminin 2019-2020
Supercupa României la handbal feminin 2019–2020 a fost a 10-a ediție a competiției de handbal feminin românesc, organizată de Federația Română de Handbal (FRH) cu începere din 2007. Ediția 2019–2020 s-a desfășurat pe 6 septembrie 2020, de la ora 18:00, în Sala Polivalentă din București.
Ediția 2019–2020 a fost afectată de pandemia de coronaviroză cauzată de noul coronavirus 2019-nCoV (SARS-CoV-2). Pentru a limita riscul îmbolnăvirilor, Consiliul de Administrație al FRH a decis ca Supercupa să coincidă cu finala Cupei României, adică învingătoarea din finala Cupei să devină automat și câștigătoarea Supercupei, fără să se mai organizeze un meci în acest scop.

## Televizări
Partida a fost transmisă în direct de canalul 1 al Televiziunii Române.

## Echipe participante
Regulamentul de desfășurare a competiției preciza că în Supercupă se vor înfrunta câștigătoarele celor două semifinale ale Cupei României 2019-2020. Acestea au fost SCM Râmnicu Vâlcea și CSM București.

## Dată
Conform regulamentului de desfășurare a competiției, publicat pe 22 iunie 2020, Supercupa României 2019–2020 ar fi trebuit să aibă loc pe 23 august 2020, iar gazda întrecerii urma a fi anunțată ulterior. Două luni mai târziu, în ședința sa din 24 august, Consiliul de Administrație al FRH a decis ca Supercupa să se joace în Sala Polivalentă din București, în cadrul formatului Final4 al Cupei României.
Spre deosebire de ediția precedentă, întrecerea masculină nu s-a mai desfășurat în aceeași zi cu cea feminină, ci va avea loc în cadrul Final4 al Cupei României organizat pe 12–13 septembrie 2020, la Sfântu Gheorghe.

## Bilete
Nu s-au pus în vânzare bilete și abonamente, accesul publicului fiind interzis pentru a se evita riscul îmbolnăvirilor cu SARS-CoV-2.

## Partidă
Partida a fost condusă de perechea de arbitri Cristina Năstase (din București) – Simona Stancu (din Buzău), iar observator federal a fost Marius Barcan (din Târgoviște).
| 6 septembrie 2020 TVR 118:00 | SCM Râmnicu Vâlcea | 22 – 19 | CSM București | Sala Polivalentă, București Asistență: 0 Arbitri: Năstase, Stancu |
| 6 septembrie 2020 TVR 118:00 | Glibko 5           | (15–7)  | Neagu 7       | Sala Polivalentă, București Asistență: 0 Arbitri: Năstase, Stancu |
| 6 septembrie 2020 TVR 118:00 | 4× 3× 1×           | Raport  | 7× 2×         | Sala Polivalentă, București Asistență: 0 Arbitri: Năstase, Stancu |

## Statistici
| Actualizat pe 6 septembrie 2020 \| Poz. \| Nume \| Echipă \| Goluri \| \| ---- \| ------------------------- \| ------------------ \| ------ \| \| 1 \| Cristina Neagu (ROU) \| CSM București \| 7 \| \| 2 \| Irina Glibko (UKR) \| SCM Râmnicu Vâlcea \| 5 \| \| 3 \| Marta López (SPA) \| SCM Râmnicu Vâlcea \| 4 \| \| 3 \| Elizabeth Omoregie (SLO) \| CSM București \| 4 \| \| 5 \| Maren Aardahl (NOR) \| SCM Râmnicu Vâlcea \| 3 \| \| 5 \| Kristina Liščević (SRB) \| SCM Râmnicu Vâlcea \| 3 \| \| 7 \| Alicia Fernández (SPA) \| SCM Râmnicu Vâlcea \| 2 \| \| 7 \| Barbara Lazović (SLO) \| CSM București \| 2 \| \| 7 \| Carmen Martín (SPA) \| CSM București \| 2 \| \| 7 \| Željka Nikolić (SRB) \| SCM Râmnicu Vâlcea \| 2 \| \| 7 \| Crina Pintea (ROU) \| CSM București \| 2 \| \| 12 \| Alexandrina Cabral (SPA) \| CSM București \| 1 \| \| 12 \| Asma Elghaoui (HUN) \| SCM Râmnicu Vâlcea \| 1 \| \| 12 \| Cristina Florica (ROU) \| SCM Râmnicu Vâlcea \| 1 \| \| 12 \| Andrea Klikovac (MNE) \| CSM București \| 1 \| \| 12 \| Evgenija Minevskaja (GER) \| SCM Râmnicu Vâlcea \| 1 \| | Nu s-au acordat premii separat pentru Supercupa României, ci pentru întreg Final4-ul Cupei României. Jucătoarea competiției (MVP) - Marta López (SPA) (SCM Râmnicu Vâlcea) Cea mai bună marcatoare - Cristina Neagu (ROU) (CSM București, 7 goluri) Cea mai bună apărătoare - Crina Pintea (ROU) (CSM București) Cel mai bun portar - Marta Batinović (MNE) (SCM Râmnicu Vâlcea) |                    |        |
| Poz. | Nume | Echipă             | Goluri |
| 1 | Cristina Neagu (ROU) | CSM București      | 7      |
| 2 | Irina Glibko (UKR) | SCM Râmnicu Vâlcea | 5      |
| 3 | Marta López (SPA) | SCM Râmnicu Vâlcea | 4      |
| 3 | Elizabeth Omoregie (SLO) | CSM București      | 4      |
| 5 | Maren Aardahl (NOR) | SCM Râmnicu Vâlcea | 3      |
| 5 | Kristina Liščević (SRB) | SCM Râmnicu Vâlcea | 3      |
| 7 | Alicia Fernández (SPA) | SCM Râmnicu Vâlcea | 2      |
| 7 | Barbara Lazović (SLO) | CSM București      | 2      |
| 7 | Carmen Martín (SPA) | CSM București      | 2      |
| 7 | Željka Nikolić (SRB) | SCM Râmnicu Vâlcea | 2      |
| 7 | Crina Pintea (ROU) | CSM București      | 2      |
| 12 | Alexandrina Cabral (SPA) | CSM București      | 1      |
| 12 | Asma Elghaoui (HUN) | SCM Râmnicu Vâlcea | 1      |
| 12 | Cristina Florica (ROU) | SCM Râmnicu Vâlcea | 1      |
| 12 | Andrea Klikovac (MNE) | CSM București      | 1      |
| 12 | Evgenija Minevskaja (GER) | SCM Râmnicu Vâlcea | 1      |